# Cartiera Mediterranea
La Cartiera Mediterranea è stata un'azienda cartaria italiana, con sede a Barletta. La sua attività era la produzione industriale di carte di vario formato e di cellulosa.

## Storia
Fondata nei primi anni '60 nel pieno del boom economico, dettato dai fondi messi a disposizione dalla cassa del Mezzogiorno. Il complesso fu terminato nel 1966, all'inizio senza alcuna soluzione di filtraggio, causa che comportò lo sversamento in mare di numerose sostanze inquinanti. Venne chiusa negli anni '90 a causa della crisi del mercato
Dopo circa 40 anni, ancora si sta dibattendo sulla destinazione dei circa 50 ettari di suolo che circondano il complesso architettonico.